# امامزاده سلطان مصیب
امامزاده سلطان مصیب مربوط به دوره صفوی است و در شهرستان اسفراین، بخش بام و صفی‌آباد، دهستان بام، ۴ کیلومتری جنوب غرب روستای بام واقع شده و در تاریخ ۳۰ بهمن ۱۳۸۶ با شمارهٔ ثبت ۲۱۰۹۴ به‌عنوان یکی از آثار ملی ایران به ثبت رسیده است.